# Loan Castano
Pas d'image ? Cliquez ici

a Compétitions nationales et continentales officielles uniquement.

Loan Castano, né le 24 février 2002 à Perpignan, est un joueur de rugby à XIII français évoluant au poste de troisième ligne.
Formé à Saint-Estève XIII Catalan, il intègre cette équipe lors de la saison 2021-2022 du Championnat de France. Il ne dispute pas la demi-finale que le club atteint. Le 2 septembre 2022, il dispute sa première rencontre en Super League avec les  Dragons Catalans contre Wigan.

## Palmarès
- Collectif :
  - Vainqueur de la Coupe de France : 2025 (Saint-Estève XIII Catalan).

### En club
| Saison    | Club                      | Compétition           | Matchs | Points | Essais | Buts | Drop |
| --------- | ------------------------- | --------------------- | ------ | ------ | ------ | ---- | ---- |
| 2021-2022 | Saint-Estève XIII Catalan | Championnat de France | 6      | -      | -      | -    | -    |
| 2022      | Dragons Catalans          | Super League          | 1      | -      | -      | -    | -    |
| 2023      | Dragons Catalans          | Super League          | -      | -      | -      | -    | -    |